# 索琳 (军机大臣)
索琳（穆麟德轉寫：solin，?—?），清朝满洲正蓝旗人，完颜氏，军机大臣。
荫生出身，署理户部左侍郎，乾隆三十三年（1768年）十一月，索琳在军机处行走。乾隆三十四年（1769年）二月补户部右侍郎。乾隆三十五年（1770年）十二月乾隆帝命他到土默特审案。乾隆三十六年（1771年）降为军机司员。出任驻藏大臣。乾隆三十八年（1773年）四月署理礼部侍郎，在军机处学习行走。十月补内阁学士，赴归化城办事。乾隆四十一年四月甲子（1776年6月9日）由库伦办事大臣升任理藩院尚书，乾隆四十一年七月壬申（1776年8月16日），降理藩院右侍郎。